# Jacques Coutu
Jacques Coutu, né à Chicoutimi le 23 février 1927, est un architecte québécois, membre de l'Ordre des architectes du Québec.

## Biographie
Jacques Coutu a fait son cours classique au Séminaire de Chicoutimi et de Joliette. Il obtient son diplôme en 1947. Il poursuit ses études à l’École des beaux-arts de Montréal où il obtient son diplôme en 1953. De 1953 à 1954, il part travailler à Milan en Italie dans le but de compléter sa formation académique à l’atelier de Gio Ponti où il contribue alors au magazine Domus.

## Carrière
De retour au Québec, Jacques Coutu s'établit à Chicoutimi et complète un stage chez les architectes Léonce Desgagné (1908-1979) et Paul Boileau (né en 1906) du bureau Desgagné et Boileau. Il débute sa pratique privée en 1957 sur la rue Racine à Chicoutimi (maintenant Saguenay),. Il se spécialise dans la conception de projets de résidences privées, d’établissements scolaires, d’églises et de lieux de culte. Il conçoit également plusieurs bâtiments commerciaux, industriels et institutionnels, notamment pour la compagnie Alcan (aujourd’hui Rio Tinto).
Pionnier du courant architectural religieux nord-américain des églises blanches. Il impose ce style modernisme distinctif dans l’architecture religieuse au Québec. Ces bâtiments aux formes incongrues, revêtues de stuc et comportant des nefs inversés se retrouvent principalement au Saguenay-Lac-Saint-Jean. Les architectes Paul-Marie Côté, Evans St-Gelais et Fernand Tremblay ont aussi grandement contribué à ce courant architectural.
L’architecte Jacques Coutu a signé entre autres les plans du Pavillon principal de l'Université du Québec à Chicoutimi (UQAC), du Palais de justice d’Alma, du Séminaire Marie-Reine-du-Clergé à Métabetchouan-Lac-à-la-Croix, de l’église Notre-Dame-de-La-Baie à La Baie, de l’église Saint-Mathias d'Arvida, de l’école Laure-Conan et de l’hippodrome Prévert.

## Patrimoine
Jacques Coutu a contribué massivement au patrimoine architectural moderne québécois. Il reçoit en 2019, la médaille de l'Assemblée nationale du Québec. En 1994, l'architecte Yves Bergeron cède un vaste fonds d'archives incluant de la documentation produite par l'architecte Jacques Coutu. Le fonds est nommé Fonds Coutu et Bergeron et il totalise 740 projets, dont 5034 plans, dessins et esquisses ainsi que 64 plans de localisation.
En 2020, la destruction d’une résidence dans la ville de Saguenay, dessinée par Jacques Coutu en 1967, crée une polémique. Cette maison, une des premières résidences de ce style architectural construites dans la région saguenéenne, s'inspirait du style scandinave, avec ses volumétries découpées au carré et l'utilisation de matières nobles. Considérée comme la première demeure de style moderne dans la région, la création de Jacques Coutu a été démolie le 30 avril 2020.

## Honneurs
- 1965 - Canadian Wood Design Award[18]
- 1978 - Fellow de l’Institut royal d’architecture du Canada (IRAC)[19]
- 2019 - Médaille de l’Assemblée nationale du Québec[20]